# Dinos

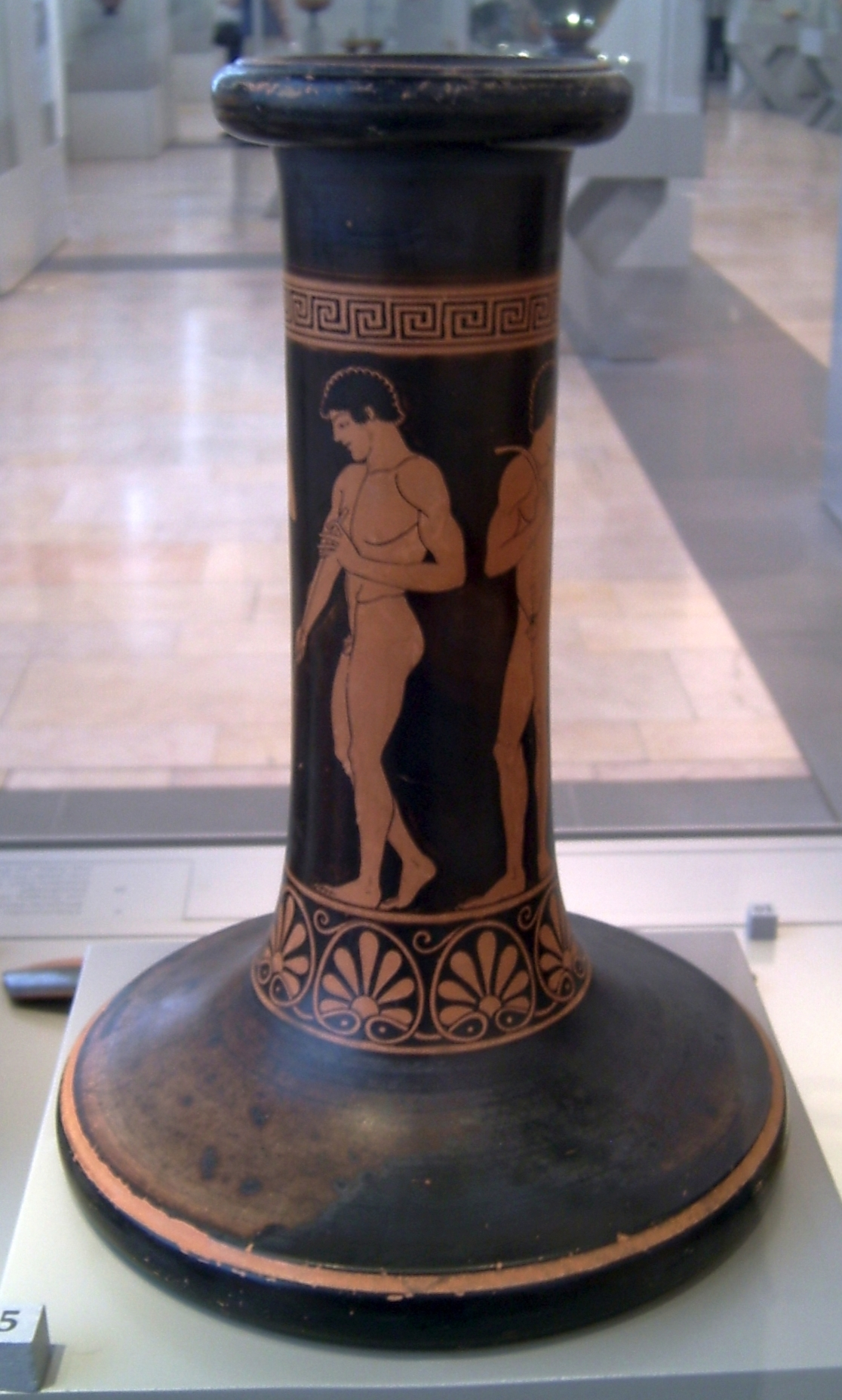
Dinos-Untersatz des Antiphon-Malers, um 490 v. Chr., in Pomarico gefunden

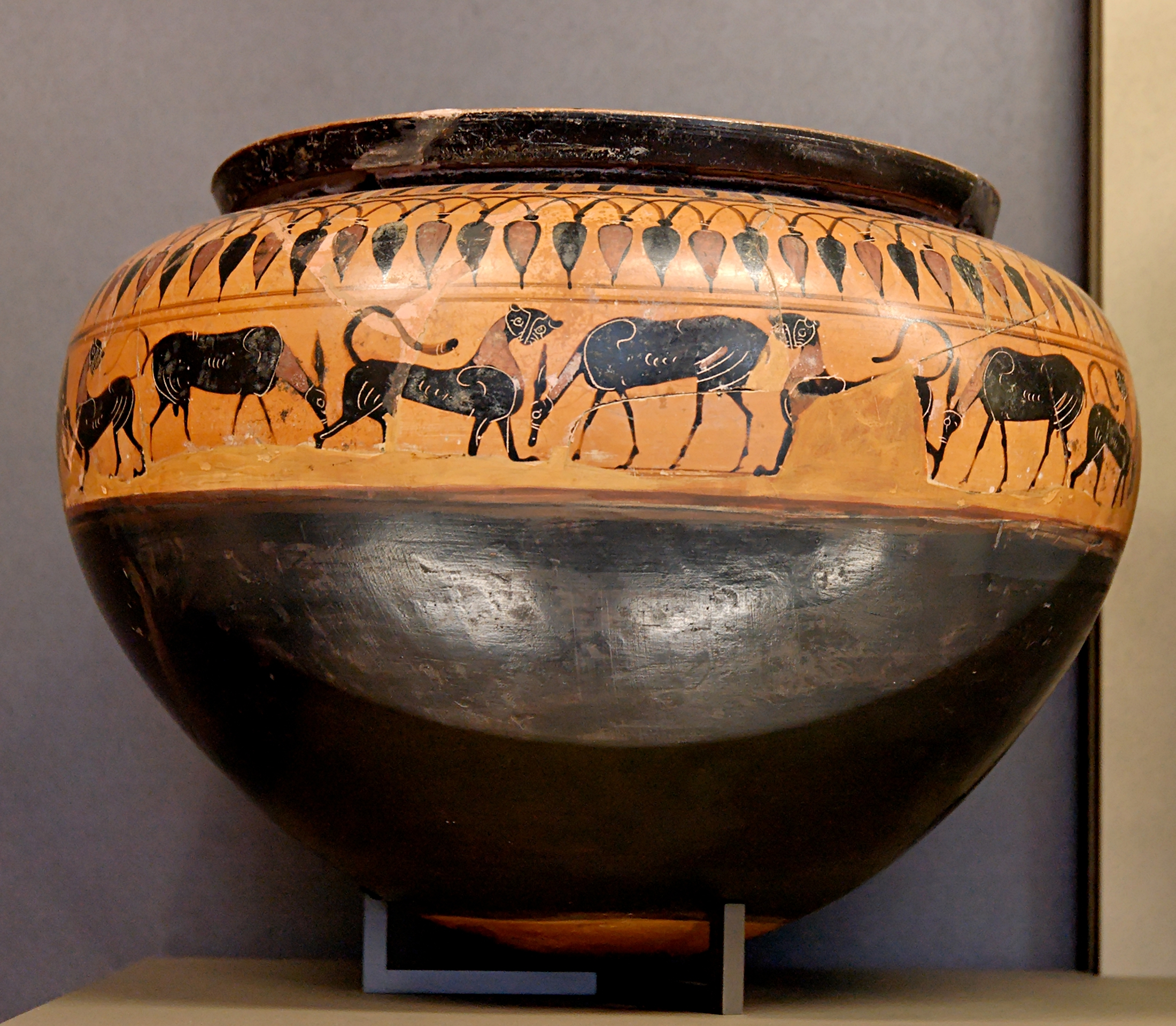
Dinos eines unbekannten attischen Malers, um 540 v. Chr., Louvre (Cp 11243)

Als Dinos (altgriechisch δῖνος dínos oder δεῖνος deínos) bezeichnet man in der Klassischen Archäologie ein großes Gefäß mit halbkugeligem Körper aus Ton oder Metall, das in der Regel auf einem Untersatz steht. Der Dinos wurde zum Mischen von Wasser und Wein genutzt.
In den antiken Schriftquellen wird ein Trinkgefäß mit der Bezeichnung Deinos oder Dinos erwähnt, dessen Form mit der eines menschlichen Kopfes verglichen wurde, sich im archäologischen Material aber nicht genau identifizieren lässt. Die Bezeichnung Dinos ist demnach in der modernen Archäologie eigentlich falsch, richtig wäre die ebenfalls gebräuchliche Bezeichnung Lebes.